# Gerhart Hauptmann
Pour les articles homonymes, voir Hauptmann (homonymie).
Gerhart Johann Robert Hauptmann, né le 15 novembre 1862 à Ober Salzbrunn, arrondissement de Waldenburg dans la province de Silésie où il est mort le 6 juin 1946 à Jagniątków, est un auteur dramatique allemand, grand représentant du naturalisme. Il a reçu le  prix Nobel de littérature en 1912 et le prix Goethe en 1932. Dans un autre registre, il figura sur la Sonderliste de la Gottbegnadeten-Liste.
Gerhart Hauptmann a inspiré Thomas Mann pour le personnage de Mynheer Peeperkorn dans La Montagne magique (Der Zauberberg, 1924).

## Biographie
Gerhardt Hauptmann naît à Ober Salzbrunn dans l'arrondissement de Waldenburg, en province de Silésie. L'auteur est marqué toute sa vie par cette terre silésienne à laquelle il consacre la majeure partie de son œuvre. Issu d'une famille aisée dont le père est gérant d'hôtel, le jeune homme est envoyé chez un oncle à la campagne après des études secondaires au Realschule de Breslau. Mais Hauptmann retourne rapidement à Breslau afin d'y suivre un cursus artistique.
Hauptmann se consacre d'abord à la sculpture. Il se rend en Italie à Naples, après un long périple qui l'emmène de l'Espagne à la Suisse et qu'il décrira dans L'Aventure de ma jeunesse (Das Abenteuer meiner Jugend, 1937). Fasciné comme tout intellectuel allemand par le classicisme antique, il envisage à l'époque de se rendre en Grèce mais une maladie le ramène brusquement en Allemagne. Il s'essaie ensuite, sans grande conviction, au domaine épico-poétique, puis au roman et à la nouvelle avec Le Garde-barrière Thiel (Bahnwärter Thiel, 1888). Il se tourne néanmoins rapidement vers l'écriture de pièces de théâtre influencées par Arno Holz et Johannes Schlaf, inspirateurs du naturalisme outre-Rhin.
Hauptmann reste, sa vie durant, fidèle à certaines caractéristiques de ce théâtre, telles l'impossibilité pour l'homme d'être maître de ses actions, l'étude du milieu, l'utilisation de dialectes et le choix de sujets plus ou moins pathologiques. La notion de déterminisme joue un rôle majeur dans ses pièces. S'appuyant sur l'étude minutieuse du cadre de vie paysan, Avant le lever du soleil (Vor Sonnenaufgang, 1889) raconte le déchirement de plusieurs familles après la découverte de gisements de charbon sous leurs terres qui les enrichissent brusquement. Le dramaturge y démonte les mécanismes d'hérédité de classe, forgeant l'identité de l'individu et gouvernant ses relations à l'intérieur de son groupe social. De fait, Avant le lever du soleil apparaît comme le premier grand drame naturaliste allemand.
Ses autres pièces confirment son intérêt pour le sort réservé aux classes défavorisées et aux milieux prolétaires. Chaque année marque un nouveau succès pour le jeune auteur : Les Âmes solitaires (Einsame Menschen, 1890) expose le drame d'un homme isolé dans la bourgeoisie provinciale et Les Tisserands (Die Weber, 1892), son chef-d'œuvre, narre la destinée collective de tisserands silésiens. Dans ce drame de protestation sociale, la dramaturgie fait preuve d'une grande nouveauté dans la mesure où le rôle principal n'est pas dévolu à un individu mais à une collectivité, en l'occurrence la classe paysanne. La pièce obtient à l'époque l'approbation de Léon Tolstoï, mais Hauptmann, qui ose porter sur scène des images de révolte, encourt la colère de Guillaume II, au point que plusieurs théâtres allemands n'osent plus montrer ses pièces.

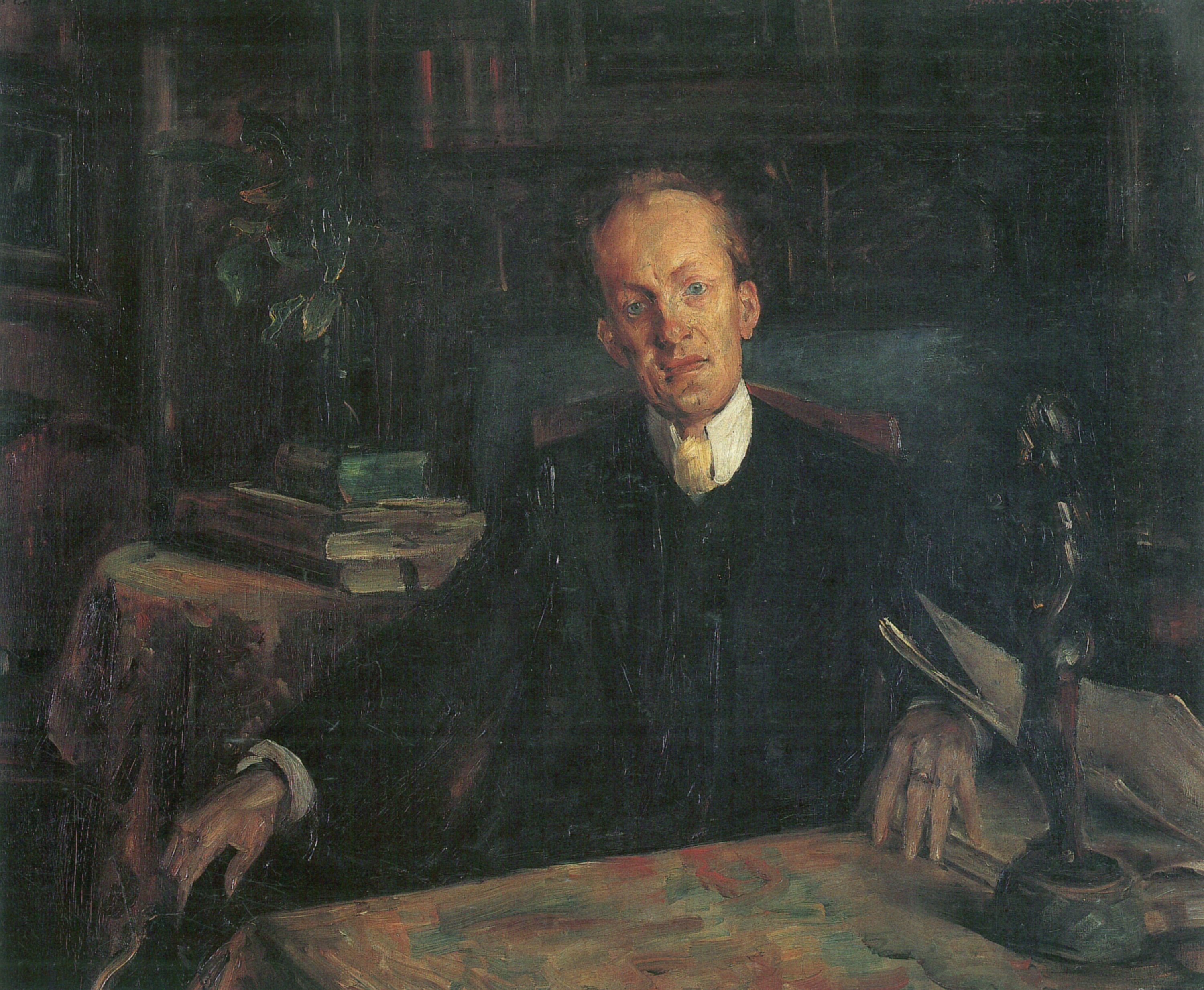
Portrait de Gerhart Hauptmann par Lovis Corinth (1900).

Après Florian Geyer (1895) et une comédie de mœurs, La Peau de castor (Der Biberpelz, 1893), satire des dirigeants prussiens de l'Empire, Hauptmann s'éloigne peu à peu du théâtre naturaliste. Bien que L'Assomption de Hannele (de) (Hanneles Himmelfahrt, 1893) reste ancrée dans la thématique sociale, le style, plus poétique, traduit une évolution vers le symbolisme. Cette orientation est confirmée par la pièce en vers La Cloche engloutie (Die versunkene Glocke, 1897), fantaisie sur les combats d’un artiste. Cette œuvre en rupture, qui frôle le mysticisme, vaut à Hauptmann une renommée internationale et inspire plusieurs transpositions en musique. L'auteur revient pourtant, l'année suivante, au drame réaliste avec Le Voiturier Henschel (Fuhrmann Henschel, 1898), qui s'intéresse aux inégalités sociales et à la corruption  morale des individus. Rose Bernd (1903) conte le destin tragique d'êtres victimes de leurs défauts.
Son oeuvre est couronnée en 1912 par un Prix Nobel de Littérature. En 1914, il est l'un des signataires du Manifeste des 93. Depuis son exil volontaire Suisse, l'écrivain pacifiste Français Romain Rolland l'invective dans son pamphlet Au-dessus de la mêlée. 
Son talent est de nouveau consacré en 1932 par le Prix Goethe.
Silésien, Hauptmann fut un sympathisant nazi, ami de Hans Frank et inscrit sur la Gottbegnadeten-Liste avant de préparer également, dans le plus grand secret, un drame antinazi : Les Ténèbres (Aus der Finsternis, 1943). Dans les dernières années de sa vie, l'auteur manifeste un nouvel intérêt pour le théâtre grec et élabore une Tétralogie des Atrides (Atriden-Tetralogie, 1941-1945) dans laquelle le mythe des familles antiques prend une nouvelle résonance. Il y traite de la question du destin et du libre-arbitre.
Outre une abondante production théâtrale, Gerhart Hauptmann est également l'auteur de recueils de poèmes en prose et en vers où il traite d'événements de sa vie personnelle tels l'échec de son premier mariage ou sa seconde expérience conjugale. On lui doit quelques romans comme Le Mécréant de Soanna (Der Ketzer von Soana, 1918) et Wickelmann (roman inachevé paru à titre posthume en 1954), ainsi que des poèmes épiques comme Le Grand Rêve (Der Grosse Traum, 1942), qui prend pour modèle la Divine Comédie de Dante.
Hauptmann connaît le sort réservé aux Silésiens après la Seconde Guerre mondiale mais peut mourir sur la terre dont il a chanté les drames et les multiples destins. Son œuvre et sa dépouille ont été transférées, non sans mal, dans la partie allemande occidentale. Il repose actuellement à Hiddensee, vêtu d'une robe de bure franciscaine acquise lors de son voyage en Italie, un sachet de terre silésienne sur la poitrine.Sa dernière pièce, Hebert Enckelmann, n'est représentée qu'en 1950, après sa mort.

## Œuvre
- Promethidenloos, 1885
- Bahnwärter Thiel, 1888
- Vor Sonnenaufgang, 1889
- Das Friedensfest, 1890
- Die Weber, 1891
- Einsame Menschen, 1891 Publié en français sous le titre Âmes solitaires, drame en cinq actes, trad. d'Alexandre Cohen, Paris, L. Grasillier, 1894 Publié dans une nouvelle traduction de Jörn Cambreleng sous le tire Âmes solitaire, Éditions Théâtrales, coll. « Des classiques », 2002
- Die Weber, 1892 Publié en français sous le titre Les Tisserands, drame en cinq actes, trad. de Jean Thorel, Paris, Charpentier et E. Fasquelle, 1893 ; réédition, Paris, Fasquelle, 1914
- Der Biberpelz, 1893 Publié en français sous le titre La Peau de castor: comédie de voleurs, dans Œuvres choisies, tome I, trad. de Jean-Pierre Lefebvre, Paris, Éditions Théâtrales, coll. « Scènes étrangères », 2002
- Hanneles Himmelfahrt, 1893 Publié en français sous le titre L'Assomption de Hannele Mattern, drame de rêve en deux parties, trad. de Jean Thorel, Paris, Plon, 1894
- Die versunkene Glocke, 1897 Publié en français sous le titre La Cloche engloutie : conte dramatique en 5 actes, trad. d'André-Ferdinand Hérold, Paris, Société du Mercure de France, 1897
- Fuhrmann Henschel, 1898 Publié en français sous le titre Le Voiturier Henschel, pièce en cinq actes, trad. de Jean Thorel, Paris, Plon, 1901
- Michael Kramer, 1900 Publié en français sous le titre Michael Kramer, pièce en quatre actes, trad. de Sébastien Voirol, Paris, E. Sansot, 1913
- Der rote Hahn, 1901
- Der arme Heinrich, 1902
- Rose Bernd, 1903 Publié en français sous le titre Pauvre Fille, pièce en cinq actes, trad. de Jean Thorel, Paris, Librairie Molière, 1905
- Griselda, 1909
- Der Narr in Christo Emanuel Quint, 1910
- Die Ratten, 1911 Publié en français sous le titre Les Rats, tragi-comédie berlinoise, trad. de Jeanne Pailler, Albi, Presses du Centre universitaire Champollion, 2010
- Atlantis, 1912 Publié en français sous le titre Atlantis, roman, trad. de René Lasne, Paris, Flammarion, coll. « La Rose des vents », 1952
- Gabriel Schillings Flucht, 1912 Publié en français sous le titre La Fuite de Gabriel Schillings, pièce en cinq actes, trad. de Betty Ségal, Paris, Revue de Paris, 1913
- Winterballade, 1917
- Der Ketzer von Soana, 1918 Publié en français sous le titre La Mécréant de Soana, roman, trad. de René Guignard, Paris, Aubier, 1933 ; réédition, Paris, Presses du Compagnonnage, « Collection des Prix Nobel de littérature », 1961
- Anna, 1921
- Die Insel der großen Mutter oder Das Wunder von Île des Dames, 1925
- Fasching, illustré par Alfred Kubin, Berlin, S. Fischer, 1925.
- Des großen Kampffliegers, Landfahrers, Gauklers und Magiers Till Eulenspiegel Abenteuer, 1928
- Wanda, 1928
- Ährenlese, 1929
- Vor Sonnenuntergang, 1932
- Die Abenteuer meiner Jugend, 1937 (autobiographie)
- Die Atriden-Tetralogie, 1941
- Das Märchen, 1941
- Neue Gedichte, 1946

## Adaptations au cinéma
- 1913 : Atlantis d'August Blom
- 1927 : Les Tisserands de Friedrich Zelnik